# Sid Zouine
Sid Zouine (franska: Sid Zouine (CR), Sid Zouine (Commune Rurale), arabiska: سعادة) är en kommun i Marocko.   Den ligger i prefekturen Marrakech och regionen Marrakech-Safi, i den centrala delen av landet, 300 km sydväst om huvudstaden Rabat. Antalet invånare är 1 564.